# Amtsbezirk Gravenstein
Der Amtsbezirk Gravenstein war ein Amtsbezirk im Kreis Apenrade in der Provinz Schleswig-Holstein.
Der Amtsbezirk wurde 1889 gebildet und umfasste die drei Gemeinden Atzbüll, Gravenstein und Laygaardholz sowie den Gutsbezirk Gravenstein.
1920 wurde der Amtsbezirk aufgelöst und die Gemeinden aufgrund der Volksabstimmung in Schleswig an Dänemark abgetreten.